# Place de la République (Parigi)
Place de la République (in italiano Piazza della Repubblica) è una piazza di Parigi, intitolata alla Repubblica francese; è situata tra il III, il X e l'XI arrondissement. Sotto la piazza è posizionata l'omonima stazione della rete metropolitana. Al centro della piazza vi è un monumento alla Repubblica risalente al 1883: una Marianna, tipica rappresentante allegorica della Repubblica, indossa una toga, nella mano destra tiene un ramo di ulivo mentre nella mano sinistra le tavole della legge.

## Storia
La piazza è sorta in corrispondenza all'antica porte du Temple, che si apriva nella cinta muraria di Carlo V, che datava dal XIV secolo.
Nel 1811, quando era ancora una piccola piazza triangolare, venne ornata con una grossa fontana, la Fontana del castello d'acqua, disegnata da Pierre-Simon Girard. La piazza acquisì l'attuale fisionomia durante il Secondo Impero, con l'apertura del boulevard de Magenta, di quello degli Amandiers (divenuto poi avenue de la République) e del boulevard du Prince-Eugène, oggi boulevard Voltaire. Gran parte dei teatri del boulevard du Temple furono rasi al suolo: in particolare il Teatro Storico, o Théâtre-Lyrique, fondato da Alessandro Dumas padre il 20 febbraio 1847, scomparve il 30 dicembre 1850. L'amministrazione del barone Haussmann costruì una grande piazza rettangolare di 280 m per 120.. 

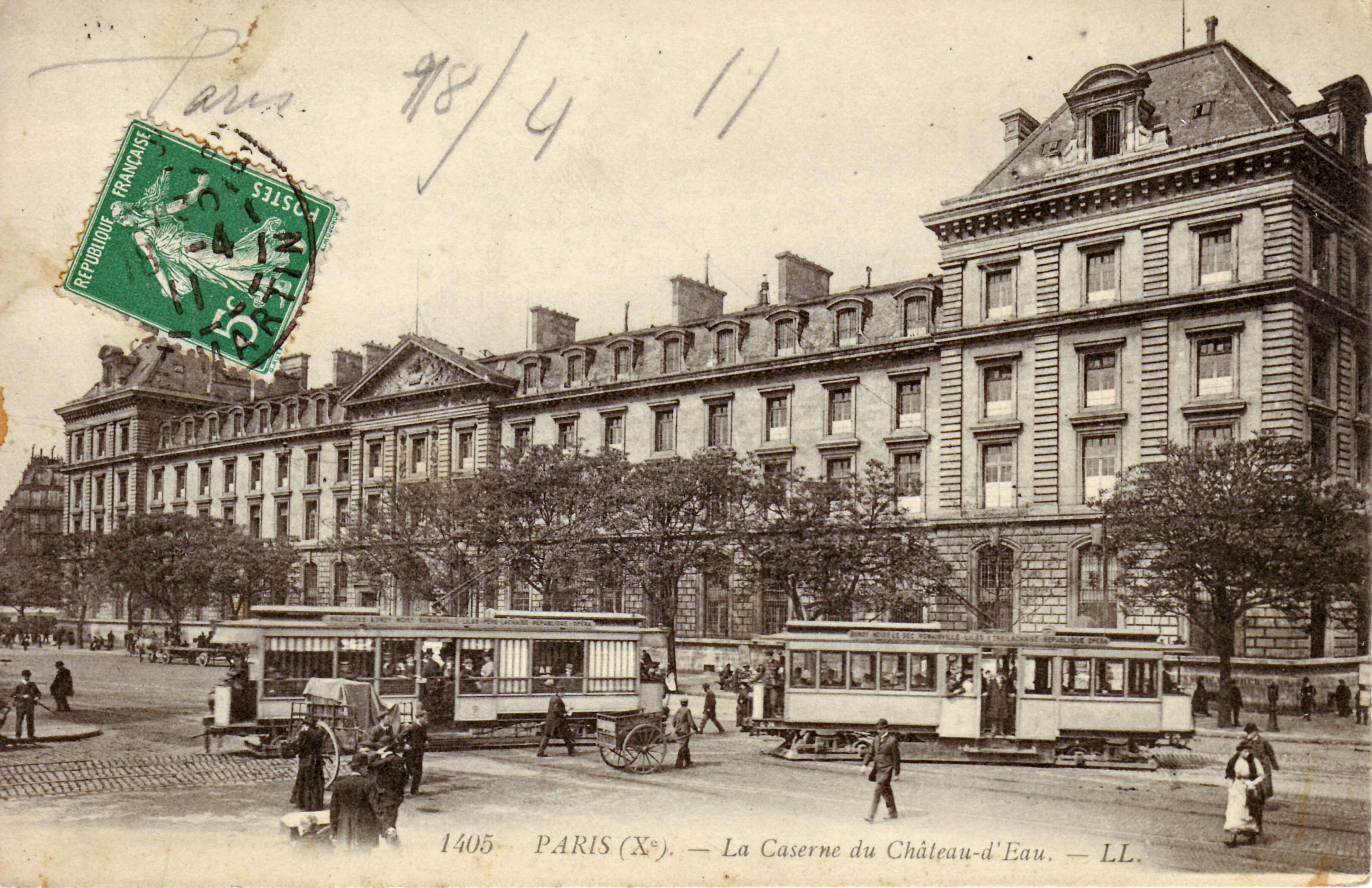
La Caserma del Château-d'Eau della Guardia repubblicana prima della prima guerra mondiale e il tram verso la banlieue Est

La caserma del Principe Eugenio, più tardi chiamata caserma del Château d'Eau e poi ancora caserma Jean Vérines, fu eretta da Degrove nel 1854, al posto del vecchio Wauxhall d'estate e del Diorama di Louis Daguerre, ove quest'ultimo, uno dei padri della fotografia, dava le sue rappresentazioni ogni quindici minuti.
Prevista inizialmente per 3200 uomini, la caserma era a quel tempo la più grossa della città, con una superficie equivalente a quella dell'Hôtel de ville. Fu costruita per riunire le truppe, allora sparse per Parigi ma anche per poter, in caso di necessità, accerchiare rapidamente il faubourg Saint-Antoine. Dal 1947 accoglie la Guardia Repubblicana.
Nel 1866 Gabriel Davioud, architetto della città di Parigi, costruì su tutto il lato nord della piazza i Magazzini Riuniti e l'anno successivo v'installò una seconda fontana, di 25 metri di diametro, e ornata di 8 leoni in bronzo, essendo giudicata insufficiente quella di Girard, che di leoni ne aveva solo due, e che verrà poi spostata all'ingresso del mattatoio de La Villette (attuale Piazza della fontana dei due leoni) per fungere da abbeveratoio agli animali destinati al macello..
Nel 1883 fu inaugurato un monumento alla Repubblica fu inaugurato al centro della piazza, che prese allora la configurazione che avrà negli anni 2010 con due terrapieni centrali. Essa prese il nome di piazza della Repubblica nel 1889, 6 anni dopo l'inaugurazione del monumento.

## Il monumento alla Repubblica

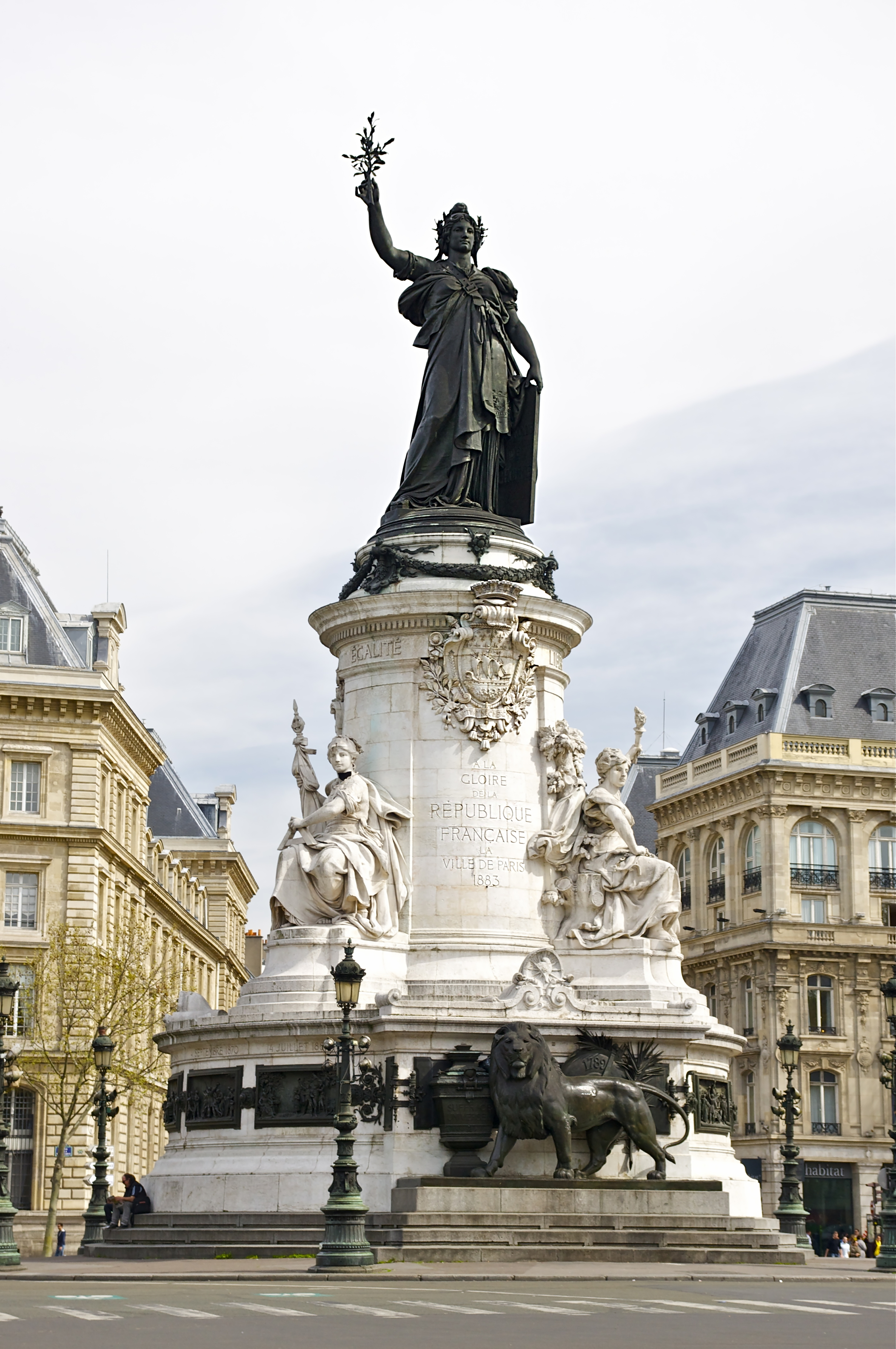
Il monumento alla Repubblica

Nel 1879 il concorso organizzato per l'installazione di un grande monumento consacrato alla Repubblica fu vinto dai fratelli Morice: Léopold, per la statua e Charles per il piedistallo. Due cerimonie d'inaugurazione ebbero luogo, la prima con il modello in gesso, il 14 luglio 1880, e quella definitiva, per la statua vera e propria in bronzo, esattamente tre anni dopo. Il monumento è costituito da una colossale statua in bronzo della Marianna di 9,50 m di altezza posta su un piedistallo di pietra alto 15 m ove sono sedute alcune figure allegoriche di Libertà, Uguaglianza, Fraternità. La "fontana del castello d'acqua" di Gabriel Davioud è stata reinstallata nel 1880 in piazza Félix Éboué, nel XII arrondissement. Lo scultore Jules Dalou, che aveva concorso nel 1879 con un progetto che però era stato scartato, ottenne una commessa per il suo Triomphe de la République, che fu installato nella Piazza della Nazione.

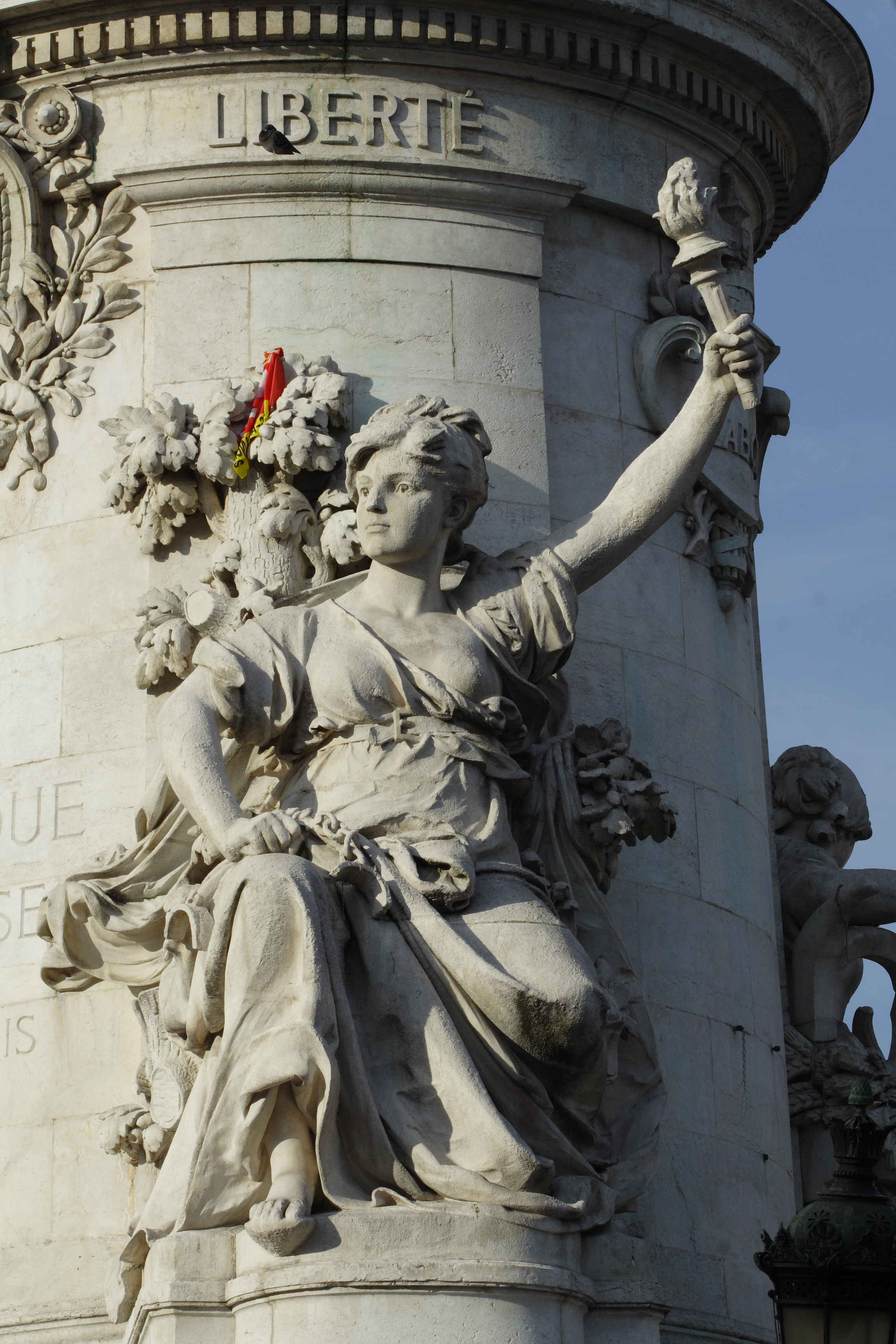
La Libertà
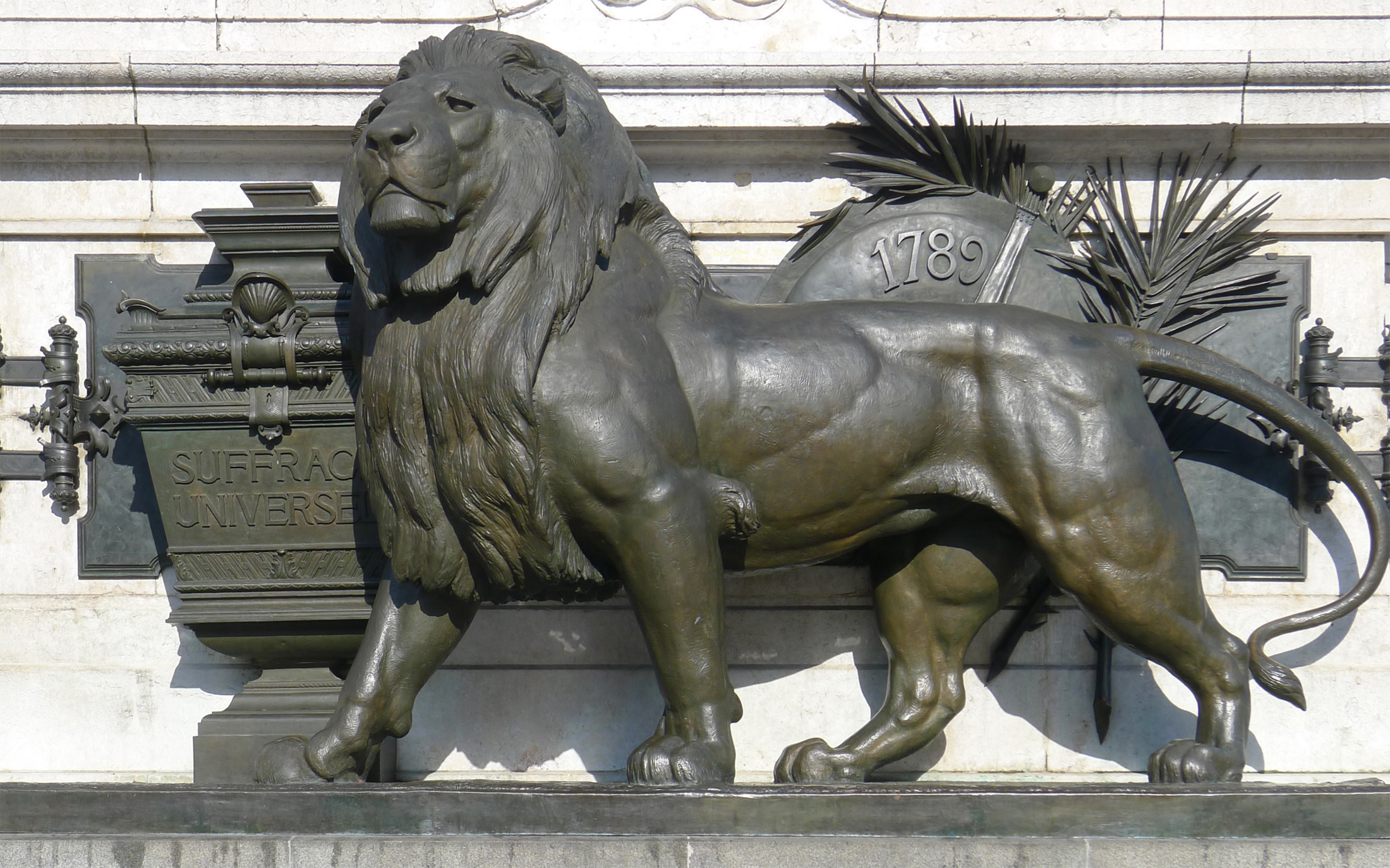
Il leone

## Nodo di traffico

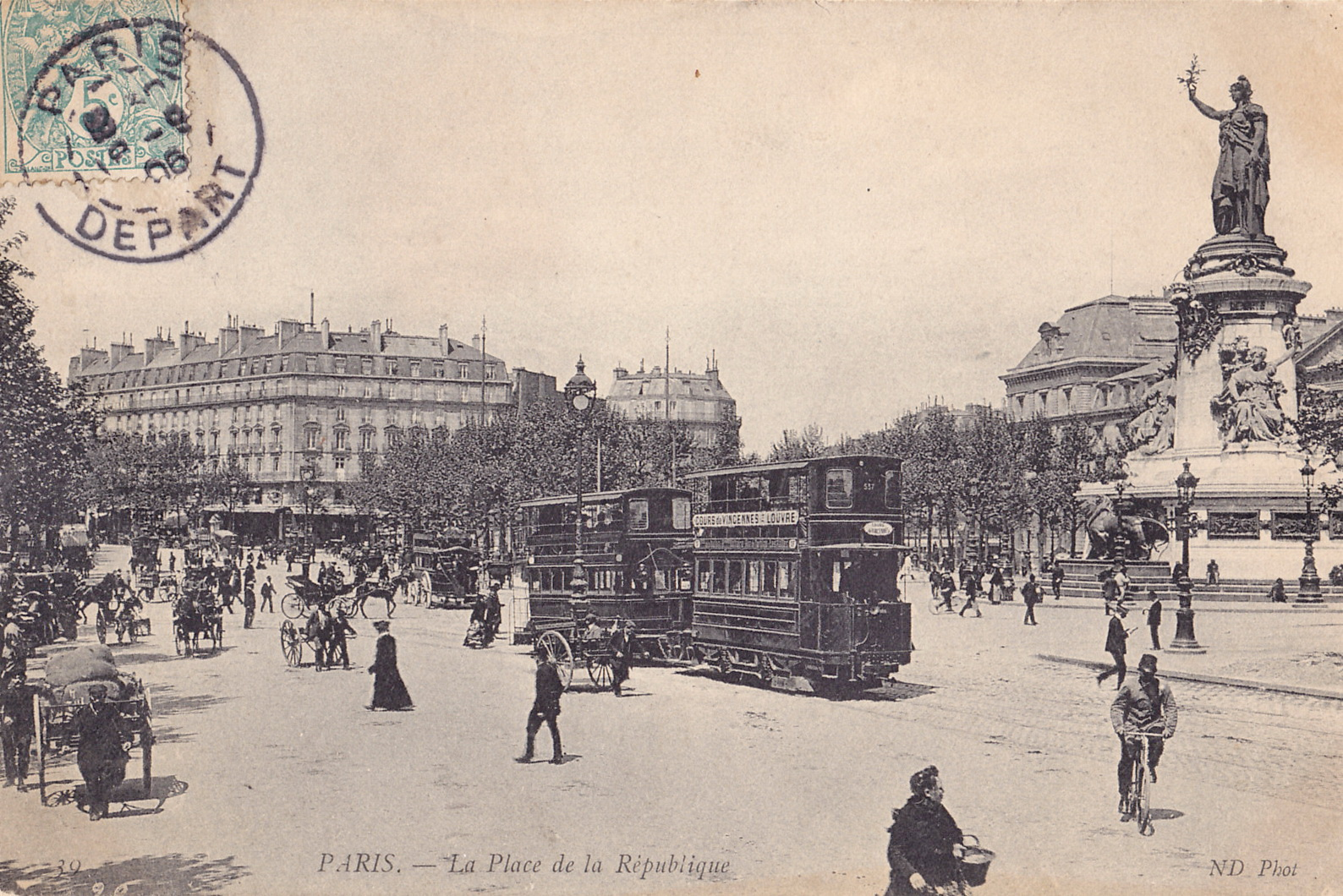
Tramway con l'imperiale della Compagnia generale degli omnibus (CGO), linea Corso di Vincennes — Louvres, negli anni 1900.

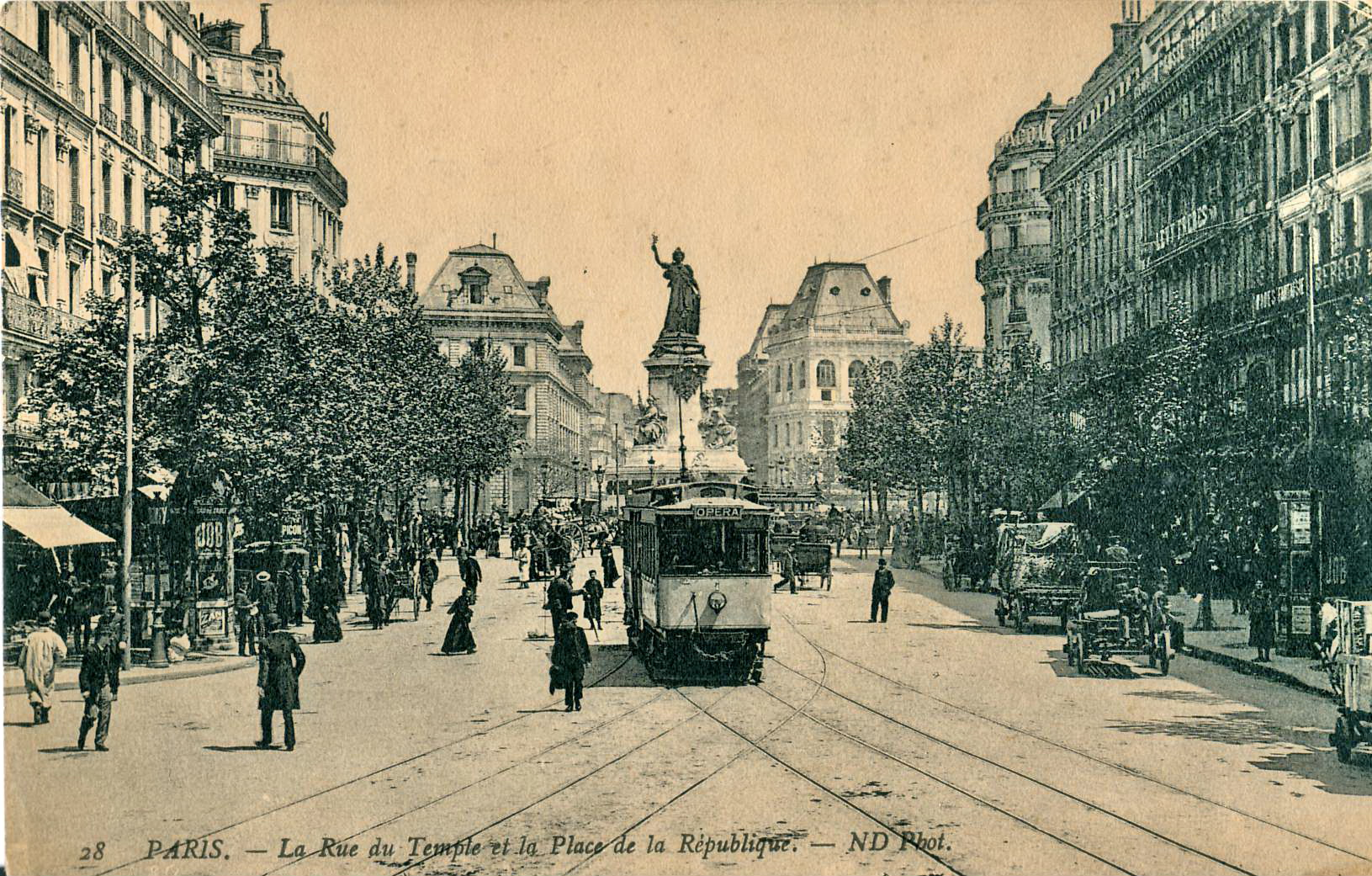
Tram elettrico nella piazza della Repubblica all'inizio del XX secolo.

Con l'incremento del traffico alla fine del XIX secolo ed all'inizio del XX la piazza divenne un nodo di comunicazione importante per la città di Parigi. I diversi mezzi di trasporto di allora s'incrociavano intorno ad un grande spiazzo, come la tranvia funicolare di Belleville (un tram a cavo che collegava la piazza alla collina di Belleville), i tram della Compagnia generale degli Omnibus, che servivano Parigi o quelli della Ferrovia nogentais, la cui rete serviva la banlieue est. Il 1904 vide la fine della costruzione della Linea 3 della metropolitana di Parigi e l'inaugurazione della stazione République sotto la piazza. Le linee di Métro 5, 8 e 9 furono costruite successivamente e servono ugualmente la piazza. L'ultima, la linea 11 fu inaugurata nel 1935.
Fino al 2011 e alla sua risistemazione, il 60 % della piazza della Repubblica è dedicato alla circolazione automobilistica.

## Vie e corsi terminanti sulla piazza della Repubblica
La piazza ha un orientamento, nel senso della lunghezza, nordovest (lato verso il centro della città) – sudest (lato verso la periferia). Essendo posizionata sulle vestigia della cinta muraria di Carlo V, è idealmente attraversata, nel senso della sua lunghezza, dai Grands Boulevards: infatti da sudest vi s'immette il Boulevard du Temple e da nordovest il boulevard Saint-Martin. Oltre a questi due, s'immettono nella piazza (in senso orario):
- boulevard de Magenta,
- rue Beaurepaire,
- rue Léon-Jouhaux,
- rue du Faubourg-du-Temple,
- avenue de la République,
- boulevard Voltaire,
- rue du Temple,
- rue René-Boulanger.

## Ultime ristrutturazioni

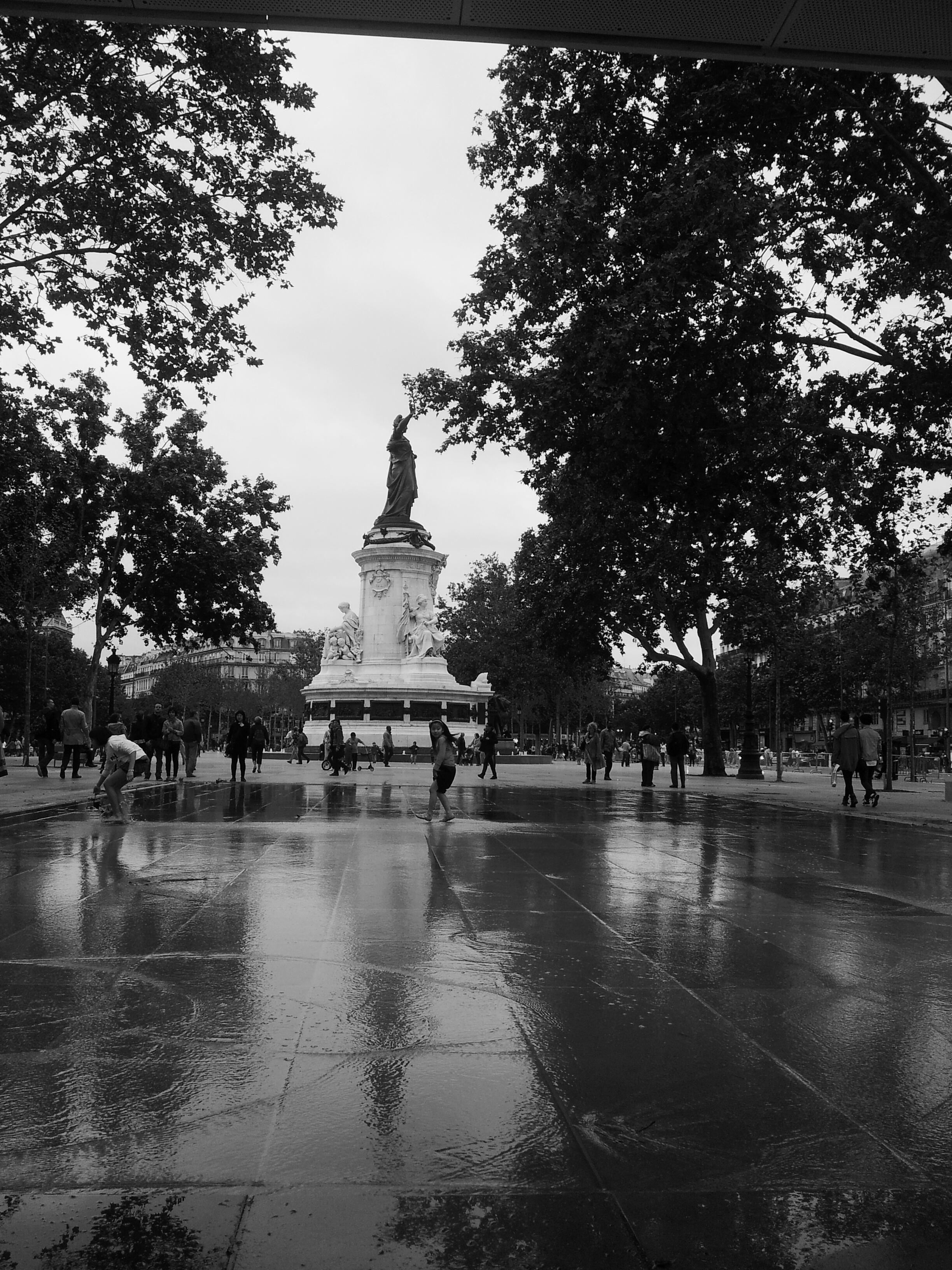
Veduta di un piano d'acqua di fianco alla statua centrale.

A partire dal dicembre 2008 si è sviluppata una lunga concertazione per la risistemazione della piazza. Il vincitore del concorso bandito dal comune di Parigi allo scopo è risultata l'équipe Trévélo & Viger-Kohler (TVK) che ha presentato una proposta conforme ai suggerimenti forniti nel corso della concertazione, di portare l'insieme della circolazione, in entrambi i sensi, sul solo lato ovest della piazza e di creare un grande spazio pedonale al centro della medesima, che inglobasse la statua e s'estendesse al fabbricato del lato est. I primi 75 metri di rue du Faubourg-du-Temple sono stati ugualmente pedonalizzati fino all'incrocio con rue Yves-Toudic / rue de Malte.
Questa proposta ha dato luogo a vivaci controversie e prese di posizione opposte, le une per rallegrarsene, le altre per temerne gli effetti sulla circolazione parigina o la distruzione di elementi patrimoniali storici come le fontaines des Dauphins (i cui bronzi sono tuttavia stati messi a lato e dovranno essere spostati in basso all'avenue des Champs-Élysées, non lontano dalla statua di Georges Clemenceau realizzata da François Cogné), e l'aggiunta d'una vasca moderna cingente la base del monumento.
Dopo i lavori preparatori che hanno avuto inizio nel luglio 2011, i lavori di risistemazione della piazza sono iniziati nel gennaio 2012 e l'inaugurazione ha avuto luogo il 16 giugno 2013.